# Aglomeracja opolska
Aglomeracja opolska – aglomeracja monocentryczna w środkowej części województwa opolskiego; miastem centralnym aglomeracji jest Opole.
Według programu ESPON obszar funkcjonalny Opola (FUA, ang. Functional Urban Area) w 2002 r. zamieszkiwało 285 tys. osób.
W 2005 r. Paweł Swianiewicz oraz Urszula Klimska scharakteryzowali aglomerację opolską jako obszar, do którego należało miasto Opole oraz 7 gmin: gmina Dąbrowa, gmina Komprachcice, gmina Dobrzeń Wielki, gmina Turawa, gmina Ozimek, gmina Chrząstowice, gmina Tarnów Opolski. Obszar ten w 2002 r. zamieszkiwało 212 tys. osób. Przy wyznaczaniu aglomeracji przeprowadzono delimitację obszarów przyległych do Opola, gdzie uwzględniono saldo migracji w latach 1998–2002, gęstość zaludnienia (w 2002 r.), współczynnik zatrudnienia związany z natężeniem dojazdów.
| Gmina                | Liczba ludności (2010-06-30) [osób] | Powierzchnia (2010-01-01) [km²] | Gęstość zaludnienia [osób/km²] |
| -------------------- | ----------------------------------- | ------------------------------- | ------------------------------ |
| Opole                | 125722                              | 96,55                           | 1302,14                        |
| gmina Chrząstowice   | 6728                                | 82,35                           | 81,70                          |
| gmina Dąbrowa        | 9692                                | 130,79                          | 74,10                          |
| gmina Dobrzeń Wielki | 14547                               | 91,01                           | 159,84                         |
| gmina Komprachcice   | 11400                               | 55,91                           | 203,9                          |
| gmina Ozimek         | 20601                               | 125,67                          | 163,93                         |
| gmina Tarnów Opolski | 9807                                | 81,80                           | 119,89                         |
| gmina Turawa         | 9588                                | 172,10                          | 55,71                          |
| Razem                | 208085                              | 836,18                          | 248,85                         |

W sierpniu 2010 r. Departament Polityki Regionalnej i Przestrzennej w Urzędzie Marszałkowskim Woj. Opolskiego przedstawiając system osadniczy województwa do Planu Zagospodarowania Przestrzennego Woj. Opolskiego wyznaczył także zakres obszarowy aglomeracji opolskiej z Opolem i wszystkimi 18 gminami w dwóch powiatach: opolskim i krapkowickim. Przy jej wyznaczaniu nie uwzględniono delimitacji gmin.
| Gmina                | Liczba ludności (2010-06-30) [osób] | Powierzchnia (2010-01-01) [km²] | Gęstość zaludnienia [osób/km²] |
| -------------------- | ----------------------------------- | ------------------------------- | ------------------------------ |
| Opole                | 125722                              | 96,55                           | 1302,14                        |
| gmina Chrząstowice   | 6728                                | 82,35                           | 81,70                          |
| gmina Dąbrowa        | 9692                                | 130,79                          | 74,10                          |
| gmina Dobrzeń Wielki | 14547                               | 91,01                           | 159,84                         |
| gmina Gogolin        | 11936                               | 100,57                          | 118,68                         |
| gmina Komprachcice   | 11400                               | 55,91                           | 203,9                          |
| gmina Krapkowice     | 24118                               | 97,31                           | 247,85                         |
| gmina Łubniany       | 9418                                | 126,05                          | 74,72                          |
| gmina Murów          | 5742                                | 160,02                          | 35,88                          |
| gmina Niemodlin      | 13828                               | 183,14                          | 75,51                          |
| gmina Ozimek         | 20601                               | 125,67                          | 163,93                         |
| gmina Popielów       | 8402                                | 175,49                          | 47,88                          |
| gmina Prószków       | 9940                                | 121,05                          | 82,11                          |
| gmina Strzeleczki    | 7715                                | 117,37                          | 65,73                          |
| gmina Tarnów Opolski | 9807                                | 81,80                           | 119,89                         |
| gmina Tułowice       | 5433                                | 81,25                           | 66,87                          |
| gmina Turawa         | 9588                                | 172,10                          | 55,71                          |
| gmina Walce          | 5812                                | 69,11                           | 84,1                           |
| gmina Zdzieszowice   | 17077                               | 57,44                           | 297,3                          |
| Razem                | 327506                              | 2124,98                         | 154,12                         |

W 2011 r. wiceprezydent Opola – Arkadiusz Wiśniewski zaproponował powołanie Związku Gmin Aglomeracji Opolskiej, który stanowiłby pole wspólnych dyskusji oraz zabierałby głos w sprawach ważnych dla Opola i gmin sąsiadujących.